# Бульвар Верховного Совета
Бульва́р Верхо́вного Сове́та (укр. Бульвар Верховної Ради) — бульвар в Днепровском районе города Киева, местность Соцгород. Пролегает от Вифлеемской улицы до улицы Гната Хоткевича.
К бульвару примыкают проспект Мира, улицы Георгия Тороповского, Строителей, Сергея Набоки, Пожарского, Минина, Юрия Поправки и проспект Леонида Каденюка. Пешеходным переходом через железную дорогу бульвар сообщается с улицей Евгения Сверстюка.

## История
Возник в 40-е годы XX столетия, современное название — с 1949 года: по проекту на нём предусматривалось возводить новые административные сооружения правительства Украины.

## Учебные заведения
- Специализированная школа № 148 им. Ивана Багряного (дом № 7-а)
- Детская школа искусств № 6 им. Г. Л. Жуковского (дом № 15)
- Днепровский РАГС (дом № 8/20)